# Jessica (1962)
Jessica is een Amerikaanse filmkomedie uit 1962 onder regie van Jean Negulesco en Oreste Palella.

## Verhaal
In een dorp op Sicilië wordt de knappe vroedvrouw Jessica belaagd door enkele mannen. Hun vrouwen zijn jaloers en ze beramen een plan. Ze besluiten niet meer te vrijen met hun mannen, zodat ze geen kinderen meer krijgen en dus ook geen vroedvrouw nodig hebben. Het plan komt de pastoor ter ore en hij dringt er bij Jessica op aan om spoedig te trouwen. Ze kiest een rijke weduwnaar en omdat geen van de vrouwen zich lang kan houden aan het plan, krijgt ze het al spoedig ontzettend druk.

## Rolverdeling
| Acteur             | Personage              |
| ------------------ | ---------------------- |
| Angie Dickinson    | Jessica Brown Visconti |
| Maurice Chevalier  | Pastoor Antonio        |
| Noël-Noël          | Oude Crupi             |
| Gabriele Ferzetti  | Edmondo Raumo          |
| Sylva Koscina      | Nunzia Tuffi           |
| Agnes Moorehead    | Maria Lombardo         |
| Marcel Dalio       | Luigi Tuffi            |
| Danielle De Metz   | Nicolina Lombardo      |
| Antonio Cifariello | Gianni Crupi           |
| Kerima             | Virginia Toriello      |
| Carlo Croccolo     | Beppi Toriello         |
| Georgette Anys     | Mamma Parigi           |
| Rossana Rory       | Rosa Masudino          |
| Alberto Rabagliati | Pietro Masudino        |
| Marina Berti       | Filippella Risino      |